# Drosophila sabroskyi
Drosophila sabroskyi este o specie de muște din genul Drosophila, familia Drosophilidae, descrisă de Hardy în anul 1965. Conform Catalogue of Life specia Drosophila sabroskyi nu are subspecii cunoscute.